# Zenarchopterus philippinus
Zenarchopterus philippinus is een straalvinnige vissensoort uit de familie van de Zenarchopterida. De wetenschappelijke naam van de soort is voor het eerst geldig gepubliceerd in 1868 door Peters.